# Varolův most

Řez mozkem. Varolův most je horní rozšířená béžová část

Varolův most (latinsky pons Varoli) je částí zadního mozku (rhombencephalon). Je umístěn v dolní části mozku a bezprostředně navazuje na prodlouženou míchu. Z druhé strany na něj navazuje střední mozek. Tyto 3 části dohromady tvoří tzv. mozkový kmen – jím procházejí všechny dráhy nervů z mozku do míchy.
Střední část Varolova mostu je tvořena především motorickými vlákny, okolo ní je šedá mozková kůra. Vystupuje z něj trojklaný nerv.
Je pojmenován podle italského anatoma C. Varolia, (1543 – 1575).

## Anatomie

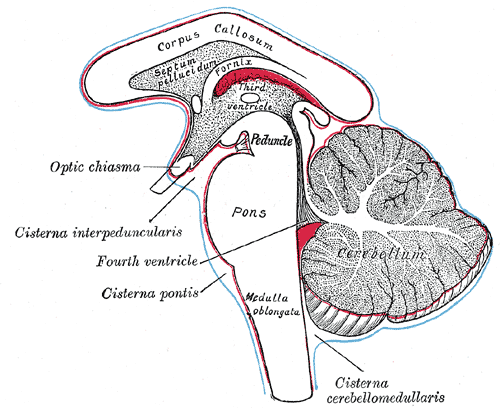
Varolův most a okolní struktury

Most je součástí mozkového kmene. Leží před mozečkem a prodlouženou míchou, od které ho odděluje rýha, z níž vystupují hlavové nervy VI-VIII. Na rozhraní mostu a prodloužené míchy leží přední a zadní kochleární jádra a více vpředu a mediálně jádra vestibulární statoakustického nervu (medialis, lateralis, superior et inferior).

### Dráhy mostu
Most má spoje vedoucí do mozečku (fibrae pontis transversae), procházejí jím také vzestupné lemniskové dráhy (propriorecepční lemniscus medialis, sluchové corpus trapezoideum a lemniscus lateralis), dráhy spinothalamická a spinocerebelární a fasciculus longitudinalis medialis, který je asociační kmenovou dráhou.

## Fyziologie

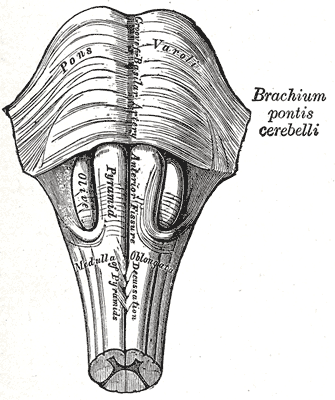
Varolův most a prodloužená mícha

Varolův most je přítomen pouze v mozku savců. Ovládá některé reflexivní činnosti – u člověka konkrétně slzení, slinění a reflex zužování zornice. Navozuje také tzv. REM fázi spánku – úseky, kdy dochází k rychlému pohybu očí (Rapid eye movement) a zdají se sny.
Most řídí zejména tyto funkce:

### Rohovkový reflex
Způsobí ho mechanické podráždění působící na řasy, víčka, spojivky a rohovku. Je vyvolán díky dostředivým vláknům V. hlavového nervu (n. trigeminus) a odstředivými (z mozku vedoucími) motorickými vlákny VII. hlavového nervu (n.facialis), které inervují m. orbicularis oculi. Jednostranný podnět způsobí oboustranné zúžení oční štěrbiny. Jedná se o nepodmíněný reflex, který se může ale změnit v podmíněný. Pak jakýkoli předmět blížící se k oku vyvolá rohovkový reflex.

### Okulokardiální reflex
Jedná se o reflex, který způsobí zpomalení tepu při stlačení očních bulbů a je zprostředkován prodlouženou míchou. Může se použít v rámci první pomoci např. při fibrilacích srdce. Dojde přitom k podráždění větví vagu, které zpomalí srdeční činnost (negativní chronotropní vliv).

### Řízení dýchání
Dýchání podléhá volní kontrole mozkové kůry, která skrze kortikospinální dráhy ovlivňuje motoneurony dýchacích svalů v míše. Mimo toto řízení ještě existuje automatická regulace z ústředí v prodloužené míše a mostu. Rytmické střídání vdechu a výdechu je možné kvůli aktivaci jedné skupiny dýchacích svalů a útlumu druhé. To je možné jen díky reciproční inervaci, kdy aktivace jednoho míšního motoneuronu způsobí současně přes inhibiční interneuron útlum druhého motoneuronu, který ovládá antagonistický sval. Dechové centrum má v prodloužené míše přední a zadní část. Ze zadního oddílu vycházejí v blízkosti nc. tractus solitarii zkříženě vzruchy k motoneuronům (C3-C5) nervus frenicus (bráničního nervu). Normálně je dýchání regulováno dostředivými vagovými vlivy a impulsy z vyšších částí mozkového kmene, k nimž patří:
- Apneustické centrum (v dolní střední části mozku), které stimuluje vdechové neurony. Důsledkem je apneusis (zástava dýchání v trvalém nádechu). Toto centrum samotné je tlumeno vagovými dostředivými impulsy, které zajišťuje druhé
- tzv. eupnoické centrum
- tzv. pneumotaxické centrum leží v horní části mostu, je nadřazeno tlumivému působení vagu a má také tlumivou funkci na apneustické centrum. Zvýšením parciálního tlaku oxidu uhličitého v tepenné krvi a činnosti apneustického centra znamená jejich ovlivnění vdechového centra, které vyšle vzruchy míšními drahami do motoneuronů v předních rozích krční a hrudní míchy. Tím nastane vdech. Mezitím vysílá dechové centrum také vzruchy do pneumotaxického ústředí, které apneustické centrum utlumí. Okamžitě jak přestane apneustické centrum aktivovat dechové centrum, následuje pasivní výdech (to nastane jen při eupnoe (klidovém dýchání)). Při hlubokém dýchání je výdech aktivní.

Vdechové neurony vysílají série signálů v intervalech 12-15 sekund/min, kdežto výdechové (exspirační) neurony se samy spontánně nevybíjejí a podráždí se až příchodem vzruchů z různých zdrojů. Tyto děje závisí na řadě podmínek, předně na pH krve a nasycení krve kyslíkem. Snížení tlaku kyslíku v krvi tlumí činnost dýchacího centra, které je jednou z vůbec nejcitlivějších mozkových struktur, na tento krevní plyn. Naopak překyselení organizmu (acidóza) nebo jeho celková hypoxie způsobí skrze aferentní vlákna z chemoreceptorů stimulaci dechového centra.

## Patologie mostu
K typickým poruchám mozkového kmene patří alternující hemiplegie u prodloužené míchy hypoglosová (postihující XII. hlavový nerv), u mostu trigeminová a abducentová (V. a VI. hlavový nerv), které jsou provázeny příznaky stejnostranné obrny daného hlavového nervu a protistranné obrny končetin.
Při poškozeních zadních částí mostu jsou poškozena jádra hlavových nervů, při předních poškozeních pak pyramidové dráhy. Poškození hlavových nervů (díky těmto jádrům) pak vyvolá motorické poruchy:
- poruchu žvýkání a polykání
- chrapot
- poruchu řeči – pro obrnu svalů jazyka.
- obrnu lícních a okohybných svalů

Rozsáhlé poškození mozkového kmene vede (podle druhu a výšky uložení) ke složitým poruchám nepodmíněných, životně důležitých reflexů, které řídí základní funkce krevního oběhu a dýchání. Při oboustranném poškození se objevují příznaky bulbární paralýzy, které mohou vést až k úplné zástavě dechu a srdeční činnosti, při kterých nastává smrt.

## Obrázky

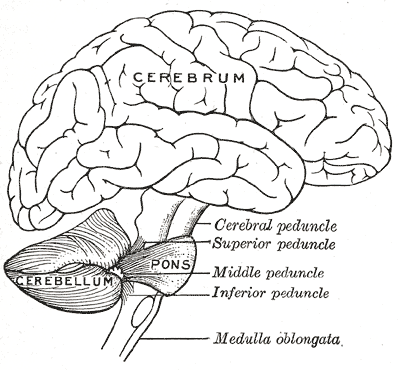
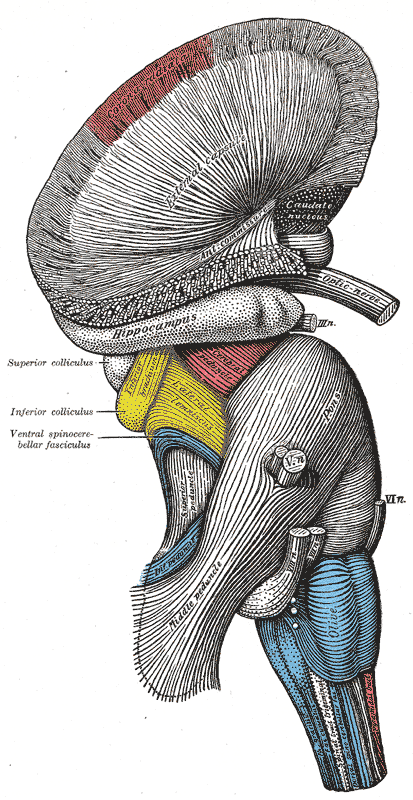
Křížení vláken na povrchu mozkového kmene. Laterální pohled.
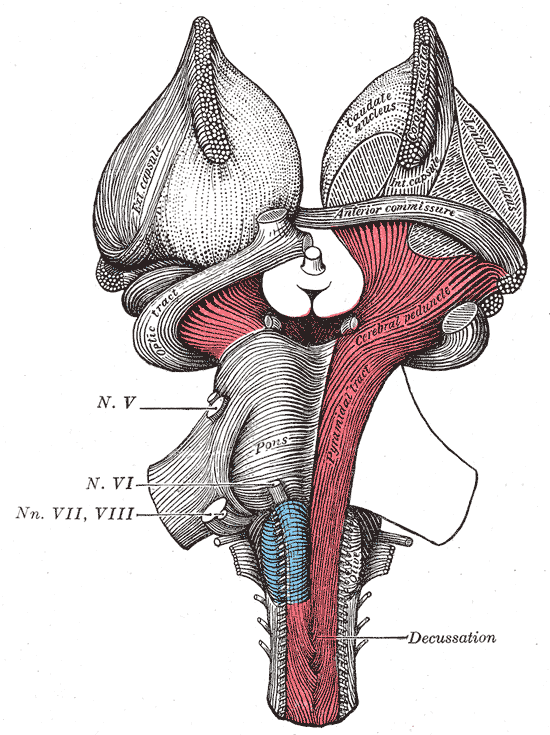
Křížení vláken na povrchu mozkového kmene. Ventrální pohled.
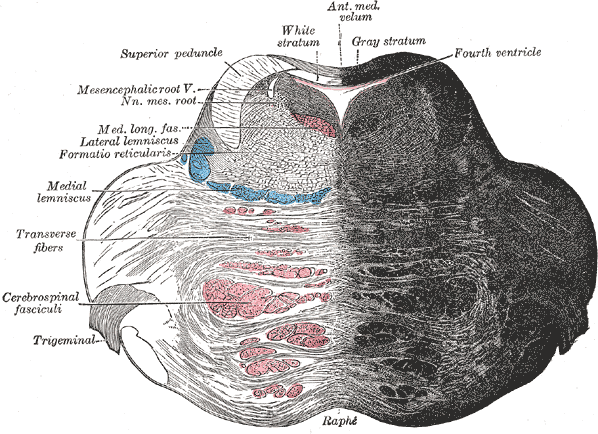
Frontální řez pontem.
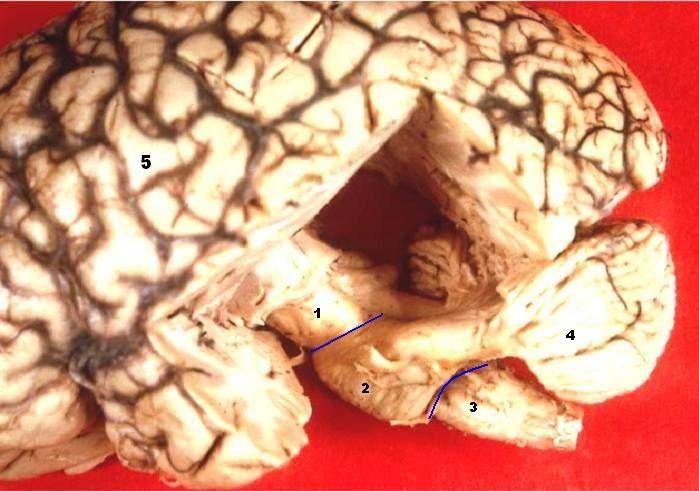
Lidský mozek
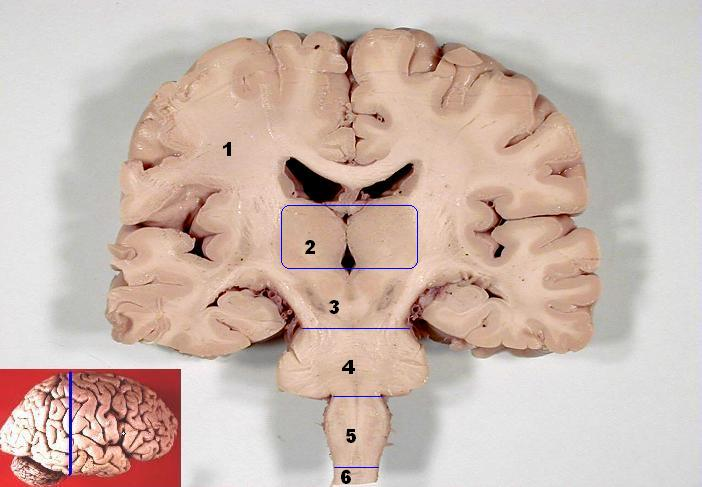
Lidský mozek – frontální řez.
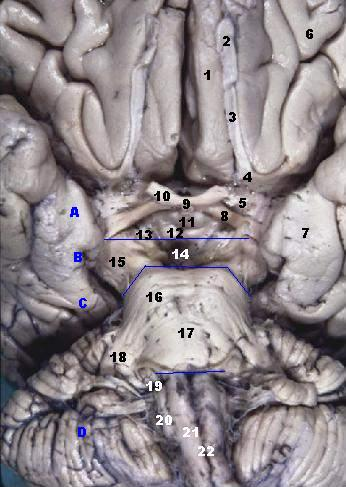
Mozkový kmen – pohled zpředu.